# کولتورن
کولتورن (انگلیسی: Kulthorn) شرکت مهندسی تایلندی است، که در سال ۱۹۸۰ تأسیس شد.